# World Mixed Doubles 2024
Die World Mixed Doubles Championship 2024 war ein Snookerturnier der World Snooker Tour der Saison 2023/24 für 4 gemischte 2er-Teams, das am 30. und 31. März ausgetragen wurde. Austragungsort war das Manchester Central, eine ehemalige Bahnhofshalle in der nordwestenglischen Stadt Manchester.
In der Vorsaison war das Turnier neu eingeführt worden und hatte am Anfang der Saison in Milton Keynes stattgefunden. Mink Nutcharut und Neil Robertson hatten gemeinsam gewonnen und traten zur Titelverteidigung an. Sie konnten diesmal aber keine Partie für sich entscheiden und belegten Platz 4. Als stärkstes Duo erwiesen sich diesmal Frauenrekordweltmeisterin Reanne Evans und der amtierende Männerweltmeister Luca Brecel. Gemeinsam schlugen sie Rebecca Kenna und Mark Selby im Endspiel mit 4:2.

## Turnier
Als Vorjahressieger wurden Mink Nutcharut und Neil Robertson erneut eingeladen. Dazu kamen die anderen drei Frauen der Profitour sowie die Männer auf Platz 2, 4 und 5 der aktuellen Weltrangliste. (Die Nummer 1 Ronnie O’Sullivan nahm nicht teil, Mark Allen auf Platz 3 musste nachträglich absagen.) Damit waren die beiden Finalteams der Vorsaison (Nutcharut/Robertson und Kenna/Selby) wieder dabei, die anderen beiden Teams waren neu zusammengesetzt.
Die 4 Teams spielten zuerst ein Gruppenturnier mit 6 Partien im Modus Jeder gegen Jeden. Die beiden besten Teams dieser Phase traten dann noch einmal gegeneinander an und spielten den Sieger aus. Alle Gruppenpartien wurden über 4 Frames gespielt, im Finale galt Best of 7.
Rebecca Kenna und Mark Selby blieben als Einzige ungeschlagen und sicherten sich Platz 1 im Finale. Reanne Evans und Luca Brecel gewannen zwar genauso viele Frames wie Baipat Siripaporn und Judd Trump, da sie aber den direkten Vergleich gewonnen hatten, bekamen Evans / Brecel Platz 2 und waren der Finalgegner.
| Pos. | Spielerin a           | Spieler a          | Partien | Partien | Partien | Frames | Frames | Punkte |
| Pos. | Spielerin a           | Spieler a          | G       | U       | V       | G      | V      | Punkte |
| ---- | --------------------- | ------------------ | ------- | ------- | ------- | ------ | ------ | ------ |
| 1    | Rebecca Kenna (3)     | Mark Selby (3)     | 1       | 2       | 0       | 7      | 5      | 7      |
| 2    | Reanne Evans (2)      | Luca Brecel (2)    | 1       | 1       | 1       | 6      | 6      | 6      |
| 3    | Baipat Siripaporn (4) | Judd Trump (1)     | 1       | 1       | 1       | 6      | 6      | 6      |
| 4    | Mink Nutcharut (1)    | Neil Robertson (4) | 0       | 2       | 1       | 5      | 7      | 5      |

Einzelergebnisse
| Spiel | Spieler 1             | Ergebnis | Spieler 2          |
| ----- | --------------------- | -------- | ------------------ |
| 1     | Nutcharut / Robertson | 2:2      | Kenna / Mark Selby |
| 2     | Evans / Brecel        | 13:13    | Siripaporn / Trump |
| 3     | Nutcharut / Robertson | 31:31    | Siripaporn / Trump |
| 4     | Evans / Brecel        | 31:31    | Kenna / Mark Selby |
| 5     | Nutcharut / Robertson | 2:2      | Evans / Brecel     |
| 6     | Siripaporn / Trump    | 2:2      | Kenna / Mark Selby |

### Finale
| Finale: Best of 7 Frames Schiedsrichter/in: Maike Kesseler Manchester Central, Manchester, England, 31. März 2024 |                |                |
| Kenna / Mark Selby                                                                                                | 2:4            | Evans / Brecel |
| 0:111 (53, 57), 19:54, 62:52, 67:7 (67), 26:50, 25:71 (59)                                                        |                |                |
| 67 | Höchstes Break | 59             |
| – | Century-Breaks | –              |
| 1 | 50+-Breaks     | 3              |

## Century-Breaks
Im Verlauf des Turniers wurde kein Break mit mehr als 100 Punkten gespielt.